# Verbascum goeldschuekense
Verbascum goeldschuekense är en flenörtsväxtart som beskrevs av Hub.-mor.. Verbascum goeldschuekense ingår i släktet kungsljus, och familjen flenörtsväxter. Inga underarter finns listade i Catalogue of Life.